# 喜び組
喜び組（よろこびぐみ、朝: 기쁨조、英: Pleasure Squad）とは、朝鮮民主主義人民共和国（北朝鮮）の指導者やその側近に対する奉仕の為に組織された集団である。

## 概要
金正日は資本主義的な遊興を批判していたにもかかわらず退廃的な喜び組のパーティーを行っていた。「喜び組」は、金正恩の一族や朝鮮人民軍・朝鮮労働党の幹部を慰労し、楽しませるために北朝鮮全土から選抜される容姿端麗な若い女性たちのグループである。北朝鮮では金正日の身辺警護を行う朝鮮労働党5課に所属し、国内から選りすぐりの美女を集めて編成されるとされる。18歳から25歳までの未婚女性が所属しており、その実態ははっきりしていなかったが、北朝鮮からの脱北者の報告により、実態が知られつつある。
喜び組の選抜対象は北朝鮮全国の芸術専門学校の容姿端麗な18歳位の学生で、200-300人が第1次選考で選抜され、100人を選び、平壌の南山病院で精密な身体検査を受けさせ、産婦人科の検診も含まれ、約50人が金正日によって最終選抜される。選抜後は6ヶ月間教育を受け、「満足組」は性的奉仕に必要な礼節とテクニックを習い、「幸せ組」は物理治療の専門医から按摩・マッサージ・指圧などの疲労回復専門技術を学び、「歌舞組」は歌や踊りを学ぶ。9・10歳で労働党担当者にスカウトされる者もいるという。
喜び組員は指導層の機微情報に関わるためセキュリティチェックが厳しい護衛司令官と結婚して情報漏洩を防ぎ、喜び組員と結婚した軍官はスピード出世して活躍する。
「喜び組」に選ばれるのを名誉に思う女性もいる。「満足組」に関しては選考の段階で処女であることが条件とされ、また、入団後の異性との交際には制限が設けられているという。李氏朝鮮時代の、妓生（主に官妓）に類似する組織とみられることもあるが、より性的奉仕者としての側面が強いともされる。
「歌舞組」についてはワンジェサン軽音楽団との関連性も見られる。映像の編集、舞台セットなどがワンジェサン軽音楽団のものと酷似した北朝鮮製のビデオカセットやDVD、そのコピーが販売されている。ワンジェサン軽音楽団との違いは、北朝鮮の常識からすると露出度の高い衣装と、北朝鮮の歌謡曲や民謡ではなく西側歌謡曲やダンスミュージックの無断使用が多い点である。北朝鮮の音楽を使用している場合はほとんどがワンジェサン軽音楽団による演奏である。なお、「喜び組」の踊り子であった申英姫は、1981年、何が起こるか知らされないうちにバスで広場で連れて行かれ、北朝鮮で最も美しいといわれたスター女優、禹仁姫の公開処刑を目撃したことを自著で証言した。
踊りそのものは、東京都港区赤坂のレストラン・シアター「赤坂コルドンブルー」の模倣である。関係者によれば、1982年から1989年まで金正日はほぼ毎年日本に密入国し、赤坂で遊んでいた。コルドン・ブルーには1983年と1984年を除いて毎年遊びに来ており、これには「コルドン・ブルー」総支配人である小井戸秀宅とイリュージョニストのプリンセス天功の証言がある。金正日はボディーガードを引き連れてはいたが、韓国系シンガポール人ビジネスマンという触れ込みでの来店だったので、当初は誰も気が付かなかったという。小井戸秀宅はステージ・ダンスの振付師としては第一人者でもあり、テレビで「喜び組」の踊りを見たとき、コルドン・ブルーのそれにそっくりなことに気づいたという。「喜び組」の踊りがコルドン・ブルーの真似であることは北朝鮮の高官も認めている。平壌では、金正日の命令で彼の側近専用の舞台が作られ、そのためにコルドン・ブルーのスタッフが呼ばれて、同じ舞台が制作された。
「喜び組」に関しては、日本では何かと性的に、かつ興味本位で報じられがちであるが、平壌留学経験のある李英和によれば、1991年当時の平壌市民は概ね、金正日が酒食にふける点については、むしろそうしてくれた方がよいという気持ちであり、逆に彼が「新しい政策」を打ち出すことについては非常に恐れ、神経をとがらせていたという。そのたびごとに人々の生活がかき乱され、大きな被害を招きながら、何の成果も挙げられなかったからであるという。
元中国人ダンサーの証言によれば、2010年以降、金正日の健康状態が悪化してからは、「喜び組」は解散し、存在していないという。

## 名称について
日本国内では、主にメディアが「喜び組」の名称を多く用いたことからこの訳が定着しているが、2005年に放送されたYTV系『たかじんのそこまで言って委員会』の中で、これは誤訳であり、また本来の語を直訳した場合には「喜ばせ組」となることが紹介されている。また、金正日の自称元・専属料理人の藤本健二も、著書の中でこれと同様の主張をしている。ただし、辞書の上では原語の「기쁨」は、形容詞の기쁘다（喜ばしい、嬉しい）の名詞形であり、「喜び」「嬉しさ」などと訳しても特に問題はない。

## 新しい「喜び組」
韓国メディアなどによると、正日の息子で後継者の金正恩は、2011年6月から7月ごろ、自分専属の100人近い喜び組を選出したという。また正日の作った喜び組は野暮ったくて肌に合わず、高級志向の「銀河水管弦楽団」を作り、「満足組」と「幸福組」はお役御免にしたともいう。
かつて平壌の女性は5課（喜び組）に選抜されたら家門の誉れのように考えられていた。しかし近年、北朝鮮の娘をもつ親に「ブタ（金正恩）や中央党の老いぼれのめかけにされるのに、どうして行くのか」という思いをもつ者が増えている。社会に出れば後ろ指を指され、秘密保持のために殺害される危険もあり、実際に張成沢粛清の際には多くの女性が犠牲になった。美少女たちも喜び組に選抜されることを恐れ、故意に顔に傷を付けたり男性と肉体関係を持たせたりしているという。
2013・2014年にNBAの元スター選手が金正恩招待により訪朝しパーティーにて女子学生が動員され、乱痴気騒ぎに付き合わされた女性たちが陰で涙を流していた。

## 比喩
北朝鮮とは無関係であるが、宴会などに呼ばれる女性の接待係を「喜び組」と表現することがある。